# 馬魯武艾
馬魯武艾是馬達加斯加的城市，由博愛尼區負責管轄，位於該國西部，海拔高度10米，從事農業、畜牧業和服務業的人口分別佔60%、24%和10%，主要農產品有稻米、木薯和番薯，2001年人口約65,000。
16°06′40″S 46°38′38″E / 16.11111°S 46.64389°E